# Удмуртские Бисарки
Удмуртские Бисарки — упразднённая деревня на территории Завьяловского района Удмуртской Республики Российской Федерации. Входила на год упразднения в состав Бабинского сельского Совета. На прилегающих землях населённого пункта возник СНТ Бисарки.

## География
Находится у реки Бисарка, напротив деревни Русские Бисарки, примерно в 25 км к юго-востоку от центра Ижевска и в 13 км к югу от Завьялово.

### Географическое положение
В радиусе пяти километров находились населённые пункты
- д. Русские Бисарки (↘ 1.9 км)
- д. Кетул (↙ 2.8 км)
- д. Малый Кетул (↙ ≈3 км)
- д. Быдвайка (↑ 3.3 км)
- д. Сизево (↖ 4 км)
- д. Кашабеги (↗ 4.3 км)
- д. Федоски (↑ 4.8 км)

## История
Указом Президиума Верховного Совета УАССР от 20.04.1978 д. Удмуртские Бисарки исключена с учёта.

## Население
Количество хозяйств и численность населения
| Период     | Количество хозяйств | Численность населения |
| ---------- | ------------------- | --------------------- |
| 01.01.1969 | 23                  | 84                    |
| 01.01.1970 | 23                  | 76                    |
| 01.01.1971 | 18                  | 61                    |
| 01.01.1972 | 16                  | 45                    |
| 01.01.1973 | 13                  | 49                    |
| 01.10.1973 | 12                  | Не указано            |

## Инфраструктура
Было личное подсобное хозяйство.

## Транспорт
Удмуртские Бисарки были доступна по просёлочной дороге.